# Albert Garcia Espuche
Albert Garcia Espuche   (Barcelona, 1951) és un historiador català, impulsor i primer director d'El Born Centre de Cultura i Memòria.

## Biografia
Dedicà la tesi doctoral en història a la Barcelona del segle xviii. Ha estat director d'exposicions i de recerca del Centre de Cultura Contemporània de Barcelona on l'any 2000 va crear el Premi Europeu de l'Espai Públic Urbà. Ha estat comissari de més d'una trentena d'exposicions com El Quadrat d'Or (1990), El Modernisme (1990), Ciutats, del globus al satèl·lit (1994), Retrat de Barcelona (1995), La Ciutat Sostenible (1998), La Reconquesta d'Europa. Espai públic europeu 1980-1999 (1999), Fes, ciutat interior (2002), Barcelona & Fotografia (2005) i el 2004 també va ser director d'exposicions del Fòrum Universal de les Cultures. Ha estat conferenciant i ha impartit cursos en diverses universitats, publicant nombrosos articles en diaris i revistes especialitzades en història, arqueologia i ciència. Per la seva obra La ciutat del Born. Economia i vida quotidiana a Barcelona (2009) va rebre el Premi Nacional de Cultura, fou impulsor i primer director del Born Centre Cultural, i ha rebut diverses vegades el Premi Ciutat de Barcelona. En la seva obra publicada el 2014 Una societat assetjada: Barcelona 1713-1714 donà a conèixer que l'apunt del registre de ferits de l'11 de setembre de 1714 de l'Hospital de la Santa Creu que durant tot un segle s'havia atribuït —erròniament— al conseller en cap Rafael Casanova i Comes interpretant-ho com un intent de fer-lo passar per mort, corresponia en realitat a l'ingrés d'un jove sastre barceloní nascut a Vilafranca del Penedès, Rafael Casanovas.

## Obres publicades[calcitació]

### Història
- 1988 Espai i societat a la Barcelona preindustrial
- 1989 La construcció d'una ciutat. Mataró 1500-1900
- 1998 Un siglo decisivo. Barcelona y Cataluña 1550-1640
- 2005 Barcelona entre dues guerres. Economia i vida quotidiana 1652-1714
- 2009 La Ciutat del Born. Vida quotidiana i economia a Barcelona segles XIV a XVIII
- 2014 Una societat assetjada: Barcelona 1713-1714

Va dirigir la col·lecció Seminaris Urbans del CCCB i la col·lecció Barcelona 1700

### Novel·la
- 2002 El inventario, traduïda al català i republicada per Símbol Editors l'any 2023.
- 2022 El viatger